# Psychotria hexandra
Psychotria hexandra är en måreväxtart som beskrevs av Horace Mann. Psychotria hexandra ingår i släktet Psychotria och familjen måreväxter. Inga underarter finns listade i Catalogue of Life.